# Dicranota (Rhaphidolabis) nooksackensis brevispinosa
Dicranota (Rhaphidolabis) nooksackensis brevispinosa is een ondersoort van de tweevleugelige Dicranota (Rhaphidolabis) nooksackensis uit de familie Pediciidae. De ondersoort komt voor in het Nearctisch gebied.